# فورت اسمیت
فورت اسمیت (به انگلیسی: Fort Smith) یک منطقهٔ مسکونی در کانادا است که در فلمرو شمال غربی واقع شده‌است. فورت اسمیت ۹۲٫۷۹ کیلومتر مربع مساحت و ۲٬۴۹۶ نفر جمعیت دارد و ۲۰۵ متر بالاتر از سطح دریا واقع شده‌است.